# Les Grands Mathématiciens
Les Grands Mathématiciens (en langue originale : Men of Mathematics: The Lives and Achievements of the Great Mathematicians from Zeno to Poincaré) est un livre de biographies de mathématiciens, destiné au grand public et publié en 1937. Son auteur est Eric Temple Bell (1883-1960), mathématicien et auteur de science-fiction américain né en Écosse. La traduction française (1939) est d'Ami Gandillon.

## Le livre

### Contenu
Après un bref chapitre sur trois mathématiciens de l'Antiquité, Bell raconte la vie d'une trentaine de mathématiciens qui ont vécu aux XVIIe, XVIIIe et XIXe siècles ; l'auteur y a joint des explications mathématiques, principalement des mathématiques les plus largement connues.
Le livre met souvent en valeur des aspects inhabituels ou dramatiques de la vie de mathématiciens. Le but premier de Bell était en effet d'attirer des gens vers les mathématiques ou, à tout le moins, de combattre l'image qu'on se fait des mathématiques :
- Les Grands Mathématiciens a attiré plusieurs jeunes vers les mathématiques, comme John Forbes Nash[1], Freeman Dyson[2], John Tate[3] ;
- l'image des mathématiques (sécheresse, aridité des formules, etc.) est combattue en présentant une série d'esquisses biographiques souvent passionnantes ; l'absence de femmes est contrée en racontant la vie de Sofia Kovalevskaïa.

Livre populaire, livre de promotion, et non livre d'historien, l'œuvre de Bell ne dédaigne pas l'anecdote et idéalise un peu les mathématiciens, leurs personnalités, leurs recherches et leurs combats.

### Éditions en français
- E. T. Bell, Les Grands Mathématiciens, préface et trad.  d'Ami Gandillon, Paris, Librairie Payot, coll. « Bibliothèque scientifique », 1939, vii + 615 p. (OCLC 13477656) — Rééditions en 1950 et 1961.

## Contestation
Les Grands Mathématiciens, un livre de notices biographiques, a attiré beaucoup de gens vers les mathématiques ; c'était son but. Cependant plusieurs historiens des mathématiques pensent qu'il a sacrifié à ce but la rigueur historique :
- Bell a fait d'Évariste Galois un personnage romanesque, à tel point que le cosmologiste Tony Rothman décrit sa biographie par Bell comme une fiction, la création d'une légende[4] ;
- la biographie de Georg Cantor, qui a réduit les relations de Cantor avec son père et avec Leopold Kronecker à des stéréotypes, a été souvent et fortement critiquée[5].

Les critiques sont parfois sévères :
- passant en revue les collègues de Harry Bateman à Caltech, Clifford Truesdell a écrit : « On admirait Bell pour sa science-fiction et pour ses Men of Mathematics. J'ai été estomaqué, à peine quelques années après, quand Walter Pitts m'a dit que ce dernier livre n'était qu'une série de scénarios hollywoodiens ; j'ai étudié les sources et je me range avec Pitts ; je pense maintenant que le contenu de ce livre toujours populaire se réduit presque à des resucées enjolivées par des potins méchants et une imagination banale ou sans contrôle[6]. »
- selon Ivor Grattan-Guinness, l'histoire des mathématiques a été très mal servie par le livre de Bell, « peut-être le livre d'histoire des mathématiques le plus lu. Comme il est aussi l'un des pires[7] ».

La « lecture très attachante » du livre est soulignée par certains auteurs.

## Liste des biographies
1. Introduction[9]
2. Esprits modernes dans des cerveaux anciens — Zénon d'Élée (cinquième siècle av. J.-C.), Eudoxe (408–355 av. J.-C.), Archimède (287?–212 av. J.-C.)
3. Gentilhomme, soldat, mathématicien — Descartes (1596–1650)
4. Le prince des amateurs — Fermat (1601–1665)
5. « Grandeur et misère de l'homme » — Pascal (1623–1662)
6. Sur le rivage — Newton (1642–1727)
7. Maître en tous métiers — Leibniz (1646–1716)
8. Nature ou éducation — Les Bernoulli (17e et 18e siècles)
9. L'Analyse incarnée — Euler (1707–1783)
10. Une haute pyramide — Lagrange (1736–1813)
11. Du paysan au snob — Laplace (1749 1827)
12. Amis d'un Empereur — Monge (1746–1818), Fourier (1768–1830)
13. Le jour de gloire — Poncelet (1788–1867)
14. Le prince des mathématiciens — Gauss (1777–1855)
15. Mathématiques et moulins à vent — Cauchy (1789–1857)
16. Le Copernic de la Géométrie — Lobatschefsky (1793–1856)
17. Génie et pauvreté — Abel (1802–1829)
18. Le grand algoriste — Jacobi (1804–1851)
19. Une tragédie irlandaise — Hamilton (1805–1865)
20. Génie et stupidité — Galois (1811–1832)
21. Les jumeaux des invariants — Sylvester (1814–1897), Cayley (1821–1895)
22. Weierstrass (1815–1897) et Sonja (sic) Kowalewski (1850–1891)
23. Complète indépendance — Boole (1815–1864)
24. L'homme et non pas la méthode — Hermite (1822–1901)
25. Le sceptique — Kronecker (1823–1891)
26. Âme candide — Riemann (1826–1866)
27. L'Arithmétique qui vient en second lieu — Kummer (1810–1893), Dedekind (1831–1916)
28. Le dernier savant universel — Poincaré (1854–1912)
29. Paradis perdu ? — Cantor (1845–1918)